# Румспринга
Румспри́нга (пенсил.-нем. Rumspringa) — обряд инициации в некоторых общинах амишей (одно из направлений анабаптизма): подросток в возрасте от 14—16 лет получает выбор: принять крещение и стать членом церкви в общине амишей либо покинуть общину:10—11. Подавляющее большинство выбирает крещение и остаётся в лоне церкви:14. По религиозным соображениям амиши стараются отделять свои религиозные общины и компактные поселения от окружающего неамишского общества. Не все амиши проводят румспрингу, а в тех общинах, где она происходит, старшие обычно рассматривают этот период ещё и как время ухаживаний и поиска супруга(-и):14. Встречается мнение, что в это время молодым амишам разрешается (или даже поощряется) «исследовать» или «испытывать» внешний мир, нарушая традиционные для них правила поведения. Серьёзными исследователями такое мнение не поддерживается, оно, по-видимому, происходит от коммерческого интереса к сенсационным темам, а также из необоснованных обобщений, сделанных журналистами, общавшимися с нетипичными, крайне недовольными молодыми людьми.
Кроме амишей, румспрингу практикуют также в одной из деноминаций меннонитов, называемых «Меннониты Венгера» (англ. Groffdale Conference (Wenger) Mennonite Church), у которых этот период ограничен более чёткими возрастными рамками: от 16 до 21 года:169–73, 244.

## Популярный взгляд
Как и во многих других обществах, подростки-амиши могут вести себя крайне непослушно, сопротивляясь или бросая вызов нравственным нормам родителей. Во многих культурах принуждение может быть слабее, и такое поведение воспринимается более или менее терпимо или не замечается. В популярной культуре такое восприятие румспринги появилось из-за того, что румспрингу посчитали обычным подростковым бунтом или своеобразным обрядом инициации для юных амишей. Но среди практикующих румспрингу амишей это слово просто обозначает подростковый возраст. В течение этого периода жизни небольшое непослушание вполне ожидается, и за него не наказывают слишком сурово (например, избеганием). Взрослые, которые уже дали публично вечные обеты веры, должны следовать более строгим нормам поведения, установленным Шляйтхаймским исповеданием и Дордрехтской конфессией веры:75. Формально молодой человек не ограничивается правилами «орднунга», потому что он ещё не является членом церкви. Но в то же время амиши-подростки остаются в строгом подчинении своих родителей, которые следуют орднунгу, поэтому подростки никогда не освобождаются от него полностью:154:165—166:105. Фактически это период, когда молодой человек рассматривается как достигающий зрелости и допускается на воскресные «ночные песнопения», на которых обычно начинаются ухаживания и завязываются романтические отношения между амишскими юношами и девушками. По словам амишей, подростка моложе 16 лет, осмелившегося прийти на один из таких вечеров, будут насильно поить горячим молоком из ложки.
Меньшинство проходящих румспрингу действительно могут грубо нарушать принятые в обществе амишей нормы поведения, например:10—11:
- носить нетрадиционную одежду и причёски (это у амишей называется «одеваться „по-английски“»[11][прим 1]);
- водить транспорт не на конной тяге (в общинах, избегающих транспорта с ДВС);
- не посещать домашних молитвенных собраний;
- употреблять алкоголь и/или «лёгкие» наркотики;
- заниматься добрачным сексом.

В то же время многие другие подростки ничего подобного не делают: примерно половина в крупных общинах амишей и большинство в малых общинах продолжают соблюдать амишские нормы одежды и поведения и в подростковом возрасте:13. Почти 90 % амишских подростков становятся членами церкви.

## Выход из общины
Некоторые амишские подростки действительно отделяются от своей общины и даже уезжают, чтобы жить в неамишском («английском») североамериканском обществе, испробовать современные технологии, возможно, даже «поэкспериментировать» с сексом, алкоголем и наркотиками.
Поведение во время румспринги не обязательно воспрепятствует возвращению в церковь через крещение во взрослом возрасте. Многие из подростков не уходят далеко от родительского дома, и большое количество в конечном итоге выбирает вступить в церковь. Однако соотношение вступивших и ушедших меняется от одной общины амишей к другой, и внутри одной общины оно различается между амишами, в разной степенью подвергшимися влиянию внешней культуры. Доля возвратившихся была значительно меньше в 1950-х годах. Дезертирство из общин амишей не образует долговременной тенденции, и оно скорее было проблемой в ранний колониальный период истории Северной Америки:102.

## Вариации
Так же как и среди неамишей, реакция на неподобающее поведение подростков в разных общинах и отдельных семьях амишей отличается.
В одних случаях преобладают терпение и снисходительность, в других — суровая дисциплина. Непослушание во время румспринги обычно отнюдь не демонстративное, даже если порядок сразу нарушает множество подростков (это особенно верно для малых и более изолированных общин; большие общины рассматриваются ниже). Группы амишских подростков могут собираться в городах и переодеваться в «английскую» одежду, курить табак, употреблять в своей компании алкоголь или марихуану. Девушки могут надевать украшения и пользоваться косметикой. При этом они могут смешиваться с неамишами, а могут и не смешиваться, собираться своей отдельной компанией.
В этом возрасте молодому амишу позволяется купить небольшую «повозку жениха» (англ. courting buggy), а девушке — покрасить ворота своего двора в голубой цвет (традиционно означающий, что здесь живёт невеста на выданье). Этот обычай отметил А. М. Оуранд (A. M. Aurand) в своей книге The Amish (1938), дополнив резонным замечанием о том, что иногда голубые ворота — это просто голубые ворота. По мнениям некоторых, этот «подростковый бунт» может принимать более радикальные и более инстуционализированные формы в некоторых более строгих общинах.
Конкретные детали румспринги разнятся от человека к человеку и от общины к общине. В больших общинах, таких как община Ланкастера, штат Пенсильвания, или в Логане, Хардине, Уэйне, Холмсе (штат Огайо), Элкхарте, Лагрейндж (Индиана) — амишей достаточно много, чтобы могла существовать особая амишская молодёжная субкультура. Молодые амиши из крупных общин присоединяются к одной из нескольких различных, более или менее «мятежных» подростковых групп. Эти группы не обязательно следуют разделению традиционных церковных округов: в составе одной такой группы могут быть подростки как из одной амишской конгрегации или округа, так и из разных. Во многих меньших по численности общинах амишей румспринга может быть более регламентирована: подростки там будут менее склонны к участию в сильно вызывающем поведении, так как в маленькой деревне все всех знают.
У меннонитов Венгера тоже существует период румспринги. Здесь он длится с 16 до 21 года. Меннонитские румспринги обычно не отличаются такими серьёзными нарушениями порядка как наиболее радикальные случаи у амишей:169-73,244.

## Этимология
Слово «румспринга» происходит из пенсильванского диалекта немецкого языка, оно получило особое значение в общинах амишей. Пенсильванское rumspringa в литературном немецком звучит как rumschpringe; это сложное слово, состоящее из компонентов rum (разговорная форма от herum) — «вокруг, кругом, около» и глагола springen — «прыгать, скакать, вырываться, устремляться». Буквально оно означает «бегающий вокруг да около», неуверенный, сомневающийся, колеблющийся. В некоторых общинах румспрингу называют по-английски, running around — «бегать вокруг».

## В культуре
Румспринга — тема вышедшего в 2002 году в США документального фильма «Devil's Playground», который был представлен на американскую кинопремию «Независимый дух» в номинации «Лучший документальный фильм», а также на кинопремию «Эмми» в трёх номинациях: «Лучший документальный фильм», «Лучший монтаж», «Лучшая киносъёмка». После этого была издана книга с интервью «Rumspringa: To Be Or Not To Be Amish» («Румспринга: быть или не быть амишем») и снято реалити-шоу на канале UPN Amish in the City («Амиши в городе»).
В июле 2010 года на Channel 4 в Великобритании вышел в эфир документальный сериал «Амиши: самые честные подростки в мире» (англ. Amish: World’s Squarest Teenagers) о пяти подростках-амишах, приехавших из Америки в Соединённое Королевство с целью культурного обмена. В каждой серии группа молодых амишей останавливается в домах британских семей разного достатка и социального положения. Они побывали и в муниципальном доме в Южном Лондоне, и в графстве Кент, и останавливались в шотландском охотничьем домике. Во время этой поездки подростки впервые в своей жизни сталкиваются с такими явлениями, как секс-шопы, уличные танцы, одинокие матери, драки и поножовщина на улицах, рок-музыка, пляжные вечеринки, тиры и поло. Первая из четырёх серий вышла в эфир 25 июля 2010 года. В продолжение этого сериала, в 2012 году вышла в эфир программа «Живём вместе с амишами» (англ. Living with the Amish), в которой британские подростки прожили несколько недель в различных общинах амишей.

## Комментарии
1. 1 2  В сленге амишей слово «English» — «английский» — означает «мирской», «не амишский»